# Google Chrome Frame
Google Chrome Frame — це плагін, розроблений для Internet Explorer на основі Chromium проєкту з відкритим кодом. Стабільна версія вийшла у вересні 2010 року, в перший день народження проєкту. Розробку припинено у лютому 2014 року і плагін більше не підтримується.
Плагін працює з Internet Explorer 6, 7, 8 та 9. Це дозволяє належним чином розміченим вебсторінкам показуватися в Internet Explorer за допомогою Google Chrome версії браузерного рушія WebKit та рушія V8 для JavaScript. У тесті журналу ComputerWorld, код JavaScript працював у 10 разів швидше за допомогою цього плагіну в Internet Explorer 8.
Розробка Google Chrome Frame була потрібна для того, щоб Google Wave (тепер Apache Wave), який вимагає HTML5, функціонував в Internet Explorer. 
Перша стабільна версія, що підтримує «без адміністратора (англ. Non-Admin)» Chrome Frame, була розгорнута 30 серпня 2011 року. Новіший інсталятор Chrome Frame працював на рівні адміністратора за замовчуванням і повертався до режиму без адміністратора, якщо користувач не мав необхідних дозволів на своїй машині.

## Розгортання
Веброзробники можуть дозволити своїм вебсайтам використовувати плагін, за допомогою наступного коду, на своїх вебсторінках:
```
<
meta
 
http-equiv
=
"X-UA-Compatible"
 
content
=
"chrome=1"
 
/>

```

Це призведе до відображення сторінки в Chrome Frame для користувачів, які його встановили, та без змін, якщо ні. 
У лютому 2010 р., Google Chrome Frame було оновлено, щоб також підтримувати розгортання заголовками HTTP, з низкою переваг. Наприклад, спрощена підтримка всього сайту та підтримка application/xhtml+xml MIME типу навіть в Internet Explorer, який зазвичай не підтримує цей тип MIME для документів XHTML. Для розгортання на всьому вебсайті, сервер Apache з увімкненими mod_headers та mod_setenvif може вказати директиву заголовка таким чином:
```
<IfModule
 
mod_setenvif.c
>

    
<IfModule
 
mod_headers.c
>

        
BrowserMatch
 
chromeframe
 
gcf

        
Header
 
append
 
X-UA-Compatible
 
"chrome=1"
 
env=gcf

    
</IfModule>

</IfModule>

```

Додатки Internet Explorer не функціонують на сторінках, відображених за допомогою WebKit. З боку Mozilla та Microsoft виникла критика щодо Chrome Frame, оскільки Chrome Frame «може відключати функції IE та заплутати користувачів щодо розуміння питань безпеки в Інтернеті». Після встановлення Google Chrome Frame, користувачі можуть додати префікс gcf: до URL-адрес, щоб відтворити їх за допомогою WebKit та V8 замість вбудованого в Internet Explorer двигуна Trident, після ввімкнення цієї функції через налаштування реєстру. Оновлення також надало можливість навігації сторінок в IE, використовуючи WebKit/V8 без префіксу gcf:
| Ключ реєстру                     | Значення                    | Функція                                                                                                |
| -------------------------------- | --------------------------- | --- |
| HKCU\Software\Google\ChromeFrame | AllowUnsafeURLs=1 (DWORD)   | Додавши префікс gcf: до URL-адреси в адресному рядку, сторінка буде відображена за допомогою WebKit/V8 |
| HKCU\Software\Google\ChromeFrame | IsDefaultRenderer=1 (DWORD) | Робить WebKit/V8 методом візуалізації за замовчуванням                                                 |

Google Chrome Frame взаємодіє з серверами Google: він повідомляє Google про встановлення, завантажує оновлення Chrome Frame та списку безпечного перегляду Google і, на розсуд користувача, може надсилати статистику використання Google та звіти про збої.